# Jeno Béla Kümmerle
Jenő Béla Kümmerle (1876 - 1931) fue un pteridólogo, y botánico húngaro. Desarrolló actividades académicas en el Museo Nacional Húngaro, de Buda.

## Algunas publicaciones
- 1930 Has the Genus Onychium Any Representative in South America?

- 1928 ... Azolla filiculoides in Italien und Japan

- 1927 Catalogus Lycopodiacearum

- 1926 On a Confounded North American Fern. 3 pp.

- 1910 A Ceterach génusz új faja: Species nova generis Ceterach

## Honores
Miembro de
- Academia de Ciencias de Hungría

### Eponimia
Especies
- (Aspleniaceae Asplenium × kummerlei (Vida) Soó[1]

- (Asteraceae Achillea kummerleana Prod.[2]

- La abreviatura «Kümmerle» se emplea para indicar a Jeno Béla Kümmerle como autoridad en la descripción y clasificación científica de los vegetales.[3]